# جوني بيرك
جوني بيرك (بالإنجليزية: Johnny Burke)‏ هو كاتب أغاني وشاعر أمريكي، ولد في 3 أكتوبر 1908 في أنتيوك في الولايات المتحدة، وتوفي في 25 فبراير 1964 في نيويورك في الولايات المتحدة.

## وصلات خارجية
- جوني بيرك على موقع IMDb (الإنجليزية)
- جوني بيرك على موقع ميوزك برينز (الإنجليزية)
- جوني بيرك على موقع قاعدة بيانات برودواي على الإنترنت (الإنجليزية)
- جوني بيرك على موقع إن إن دي بي (الإنجليزية)
- جوني بيرك على موقع أول ميوزيك (الإنجليزية)
- جوني بيرك على موقع ديسكوغز (الإنجليزية)